# Vanjärvi (sjö i Päijänne-Tavastland)
Vanjärvi är en sjö i Finland. Den ligger i kommunen Sysmä i landskapet Päijänne-Tavastland, i den södra delen av landet, 160 km norr om huvudstaden Helsingfors. Vanjärvi ligger 90 meter över havet. I omgivningarna runt Vanjärvi växer i huvudsak blandskog. Arean är 3,48 kvadratkilometer och strandlinjen är 32,59 kilometer lång. Sjön  ingår i Kymmene älvs huvudavrinningsområde. 